# Jean-Jacques Mounier
Pour les articles homonymes, voir Mounier.
Jean-Jacques Mounier, né le 12 juin 1949 à Lisbonne, est un judoka français.
Il est champion d'Europe  des moins de 63 kg en 1970, 1971 et 1972 après avoir initialement remporté, dans la catégorie de poids, la médaille de bronze en 1969.
Aux Jeux olympiques d'été de 1972 se tenant à Munich, Jean-Jacques Mounier remporte la médaille de bronze en poids légers.
Jean-Jacques Mounier est depuis cette époque un acteur du monde du judo, plus précisément au sein de la Fédération Française de Judo, Jujitsu, Kendo, Disciples Associées (FFJDA) et son organe de presse "Judo magazine".

## Palmarès

### International
- médaille de bronze aux Jeux olympiques d'été de 1972 en légers

### National
- médaille d'or aux Championnats de France 1971 en légers

### Grade
- Grade: Ceinture Rouge 9e DAN (2025)[1].